# 國際合氣道聯盟
國際合氣道聯盟（International Aikido Federation，IAF）成立於西元1976年，專門管轄國際合氣道事務。該組織為國際單項運動總會聯合會成員，共有40個成員國（包含中華民國）加盟，其總部設在日本東京新宿区。

## 外部連結
- 官方网站
- 國際合氣道聯盟的Facebook專頁
- YouTube上的國際合氣道聯盟頻道
- 國際合氣道聯盟的X（前Twitter）